# Wesseln
Wesseln là một đô thị thuộc huyện Dithmarschen, trong bang Schleswig-Holstein, nước Đức. Đô thị Wesseln có diện tích 3,76 km², dân số thời điểm 31 tháng 12 năm 2006 là 1349 người.